# ソーラー・レコード
ソーラー・レコード（SOLAR Records）は、アメリカ合衆国のレコード・レーベルである。

## 歴史
ディック・グリフィーらが、1977年にカリフォルニア州ロサンゼルスで創立した。80年代にレイクサイドやシャラマー、ウィスパーズ、ミッドナイト・スター、ディールらがヒットを出して、人気レーベルになった。

## 所属したアーティスト
- ベイビーフェイス
- Calloway
- Collage (band)
- The Deele
- ダイナスティ
- Klymaxx
- レイクサイド (LAKESIDE)
- Carrie Lucas
- ミッドナイト・スター (MIDNIGHT STAR)
- Shalamar
- The Sylvers
- ウィスパーズ